# Samantha Gori
Samantha Gori (Aosta, 14 luglio 1968) è un'ex cestista italiana.

## Carriera
Con l'Italia ha disputato i Giochi del Mediterraneo del 1991 e le Universiadi del 1995.